# Синтия Уотрос
Синтия Мишел Уотрос (на английски: Cynthia Michele Watros) е американски актриса, родена на 2 септември 1968 г. в Лейк Ориън, Мичиган. Най-известна е с ролите си на Либи в сериала „Изгубени“, Ерин в „Тайтъс“ и Ан Дътън в „Пътеводна светлина“.